# هاري ميلر (مدرب كرة سلة)
هاري ميلر (بالإنجليزية: Harry Miller)‏ هو مدرب كرة سلة أمريكي، ولد في 7 ديسمبر 1950.